# Lindstrom Ridge
Lindstrom Ridge ist ein etwa 6,5 km langer Gebirgskamm im südlichen ostantarktischen Viktorialand. In den Darwin Mountains bildet er das östliche Ende der Meteorite Hills.
Benannt ist er nach Marilyn Martin Lindstrom (* 1946), bis ins Jahr 2000 langjährige Kuratorin für antarktische Meteoriten im Lyndon B. Johnson Space Center der NASA im texanischen Houston.